# Rudolf Hönigschmid
Rudolf Hönigschmid (* 25. Januar 1876 als Rudolf Emil Karel Hönigschmied in Horowitz, Königreich Böhmen; † 15. Oktober 1967 in Unterwössen, Landkreis Traunstein) war ein böhmisch-deutscher Kunsthistoriker, Denkmalpfleger (Landeskonservator) und Hochschullehrer.

## Leben
Rudolf Hönigschmid war ein Sohn des k. k. Oberfinanzrates und Prager Steueradministrators Johann Karl Hönigschmid (1838–1915) und dessen Ehefrau Maria Janka (1850–1914). Das Ehepaar hatte eine Tochter und drei Söhne, unter ihnen der spätere Chemiker Otto Hönigschmid.
Nachdem Hönigschmid 1894 in Leitmeritz die Hochschulreife erworben hatte, studierte er zunächst Rechtswissenschaft an der Deutschen Universität Prag. 1910 wurde er Beamter der Post- und Telegraphendirektion in Prag. An der Deutschen Universität schloss er parallel zu seiner ersten Berufstätigkeit ein zweites Studium in den Fächern Kunstgeschichte und Germanistik ab. 1911 wurde er bei Heinrich Alfred Schmid mit einer Dissertation über Die profanen Barockbauten in Prag zum Dr. phil. promoviert.
Nach einem Praktikum bei der Zentralkommission für Denkmalpflege unter Max Dvořák in Wien wurde Hönigschmid 1912 Landeskonservator für die deutschen Landesteile im Königreich Böhmen, eine Funktion, die er nach dem Ersten Weltkrieg in der 1918 gegründeten Tschechoslowakei fortführen konnte. 1913 ließ sich Hönigschmid in den Vorstand des Vereins für die Geschichte der Deutschen in Böhmen wählen. 1924 wurde er Stellvertreter, 1925 Leiter des staatlichen Denkmalamtes für Böhmen in Prag.
Ab 1924 hielt er kunstgeschichtliche Vorlesungen an der Deutschen Technischen Hochschule Prag, 1932 erhielt er dort einen Lehrauftrag für praktische Ästhetik. 1932 wurde er außerdem Mitglied der Wissenschaftlichen Prüfungskommission für das Lehramt an den höheren Schulen sowie wirkliches Mitglied der Deutschen Gesellschaft für Wissenschaft und Künste für die Tschechoslowakische Republik in Prag, der er bereits ab 1913 als korrespondierendes Mitglied angehört hatte. 1936 verabschiedete er sich in den Ruhestand. 1937 ernannte das tschechoslowakische Ministerium für Schulwesen und Volkskultur ihn zum staatlichen Museumsinspektor für die deutschen Museen in Böhmen und Mähren-Schlesien.
Zum 1. Dezember 1938 trat Hönigschmid der NSDAP bei (Mitgliedsnummer 6.849.949). Er wurde als Beauftragter für Denkmalpflege in die Dienststelle des Reichsstatthalters des Sudetengaus, Konrad Henlein, berufen. Dort war er bis 1940 tätig. Bis 1945 leitete er im Rang eines Gauoberverwaltungsrats anschließend das Denkmalamt in Reichenberg. In der 1940 eröffneten Sudetendeutschen Anstalt für Landes- und Volksforschung saß er der „Kommission für Kunst- und Schrifttumsforschung“ vor. 1946 wies die neue Regierung der Tschechoslowakei Hönigschmid an, seine Behörde abzuwickeln und das Land zu verlassen. Hönigschmid zog mit seiner Frau Doris, geborene Fischer (1890–1976), die er 1913 geheiratet hatte, in die amerikanische Besatzungszone nach Bayern. Seinen Lebensabend verbrachte er in Unterwössen.

## Wirkung
Als Denkmalpfleger machte sich Hönigschmid um die Erhaltung und Restaurierung von bedeutenden Bauten verdient, etwa das Rathaus von Leitmeritz, die Dekanalkirche in Brüx, die Pfarrkirche in Neusattel bei Saaz und die Dionysos-Kapelle auf Gut Rakolus bei Mies. Zusammen mit Richard Ernst (1885–1955) aus Eger entdeckte er die Krumauer Madonna. Als Gründer und Geschäftsführer des Verbandes für deutsche Museen in der Tschechoslowakischen Republik hatte er von 1922 bis 1945 eine führende Funktion im Museumswesen des Landes inne. Als geschäftsführendes Mitglied der „Deutschen Sektion“ der Modernen Galerie in Prag förderte er Künstler und Ausstellungen. Für das Allgemeine Lexikon der Bildenden Künstler von der Antike bis zur Gegenwart sowie für die Sudetendeutschen Lebensbilder und andere Zeitschriften schrieb er Künstlerbiografien. Ab 1954 gehörte Hönigschmid zu den Mitgliedern der Historischen Kommission der Sudetenländer. Außerdem engagierte er sich im Adalbert Stifter Verein.

## Schriften (Auswahl)
- Das Denkmal bei Kulm. In: Deutsche Arbeit. Monatsschrift für das geistige Leben der Deutschen in Böhmen. 12, 1912/13, S. 777 f.
- Zu unsern Bildern. In: Deutsche Arbeit. Monatsschrift für das geistige Leben der Deutschen in Böhmen. 17, 1917/18, Heft 8, S. 336, Heft 9, S. 366.
- Museen und Heimatschutz. In: Mitteilungen des Vereins für Geschichte der Deutschen in Böhmen. 61, 1923, S. 57–61.
- Heimatmuseen. In: Buch und Volk. 3, 1925, S. 133–137.
- Die Moderne Galerie in Prag. In: Witiko. Zeitschrift für Kunst und Dichtung. 1, 1928, ZDB-ID 545319-7, S. 121–134.
- W. F. Jäger. In: Jahrbuch des Gebirgsvereines für das Jeschken- und Iser-Gebirge. 1930, S. 7.
- Gotické nástěnné malby v kostele sv. Prokopa v Kupce [Gotische Wandmalereien in der St. Prokopius-Kirche in Graupen]. In: Umění. 4, 1931, S. 133–138.
- Die Einrichtung der Pfarrkirche zu Neusattel bei Saatz. In: Festschrift zum 60. Geburtstage von E. W. Braun. Anzeiger des Landesmuseums in Troppau. 2, Augsburg 1931, S. 163 f.
- Beiträge zur Kenntnis der gotischen Plastik Böhmens. In: Jahrbuch des Verbandes der deutschen Museen in der Tschechoslowakischen Republik. 1, 1932, S. 7–16.
- Die Kunst der Deutschen in der Tschechoslowakischen Republik. In: Tschechoslowakische Vaterlandskunde. Band 8: Die Kunst. Prag 1935, S. 304–311.
- Sudetoněmecké výtvarné umění od roku 1860 [Die sudetendeutsche bildende Kunst seit dem Jahre 1860]. In: Němci v Československé republice o sobě [Die Deutschen in der Tschechoslowakischen Republik über sich selbst]. Prag 1937, S. 107–121.
- Fünfzehn Jahre Verband der deutschen Museen. In: Mitteilungen des Vereins für Geschichte der Deutschen in Böhmen. 75, 1937, S. 30.
- Wilhelm Riedel. In: Sudetendeutsche Monatshefte. 1941, S. 496 ff.
- Sudetendeutsche Kunst seit 1500. In: Deutsche Monatshefte. 9, 1943, S. 408–418.
- August Brömse. In: Sudetendeutsche Monatshefte. [März] 1944, S. 10 f.
- Sudetendeutsche Kunst seit 1800. In: Stifter-Jahrbuch. 1, 1949, S. 47–60.
- Die Entdeckung der Krumauer Maria. In: Alte und moderne Kunst. Jahrgang VII, Heft 62/63, Wien 1962, S. 51 f. (hauspublikationen.mak.at).
- mit Hans Karlmann Ramisch: Spätgotische Kirchenbänke in Mittelfranken. In: Bericht des Bayerischen Landesamtes für Denkmalpflege. Band 24, 1965/66, S. 86–97.